# Isla de Hațeg
La isla de Hațeg fue una gran isla situada en el mar de Tetis la cual existió durante el período Cretácico, probablemente entre las épocas del Cenomaniense al Maastrichtiense. Estaba situada en un área correspondiente a la región de la actual zona de Hațeg, en Hunedoara, Rumania. Fósiles del Maastrichtiano de dinosaurios de pequeño tamaño se han encontrado en las rocas antiguas de la isla.
Fue formada principalmente por un levantamiento tectónico durante el inicio de la Orogenia Alpina, causada por el movimiento hacia el noroeste de la placa adriática a través del mar de Piamonte-Liguria hacia el fin del Cretácico. No tiene un verdadero análogo en la actualidad, si bien en términos generales la isla de Hainan (frente a la costa de China) es quizás cercana en lo que se refiere a su clima, geología y topografía, aunque no es particularmente similar. La vegetación, por ejemplo, era muy distinta de la actual, así como lo era su fauna.
El paleontólogo húngaro Franz Nopcsa consideró que los "limitados recursos" hallados en la isla comúnmente tienen el efecto de "reducir el tamaño de los animales" a través de las generaciones, produciendo una forma localizada de enanismo. La teoría de Nopcsa del enanismo insular es ampliamente aceptada en la comunidad científica.

## Geografía

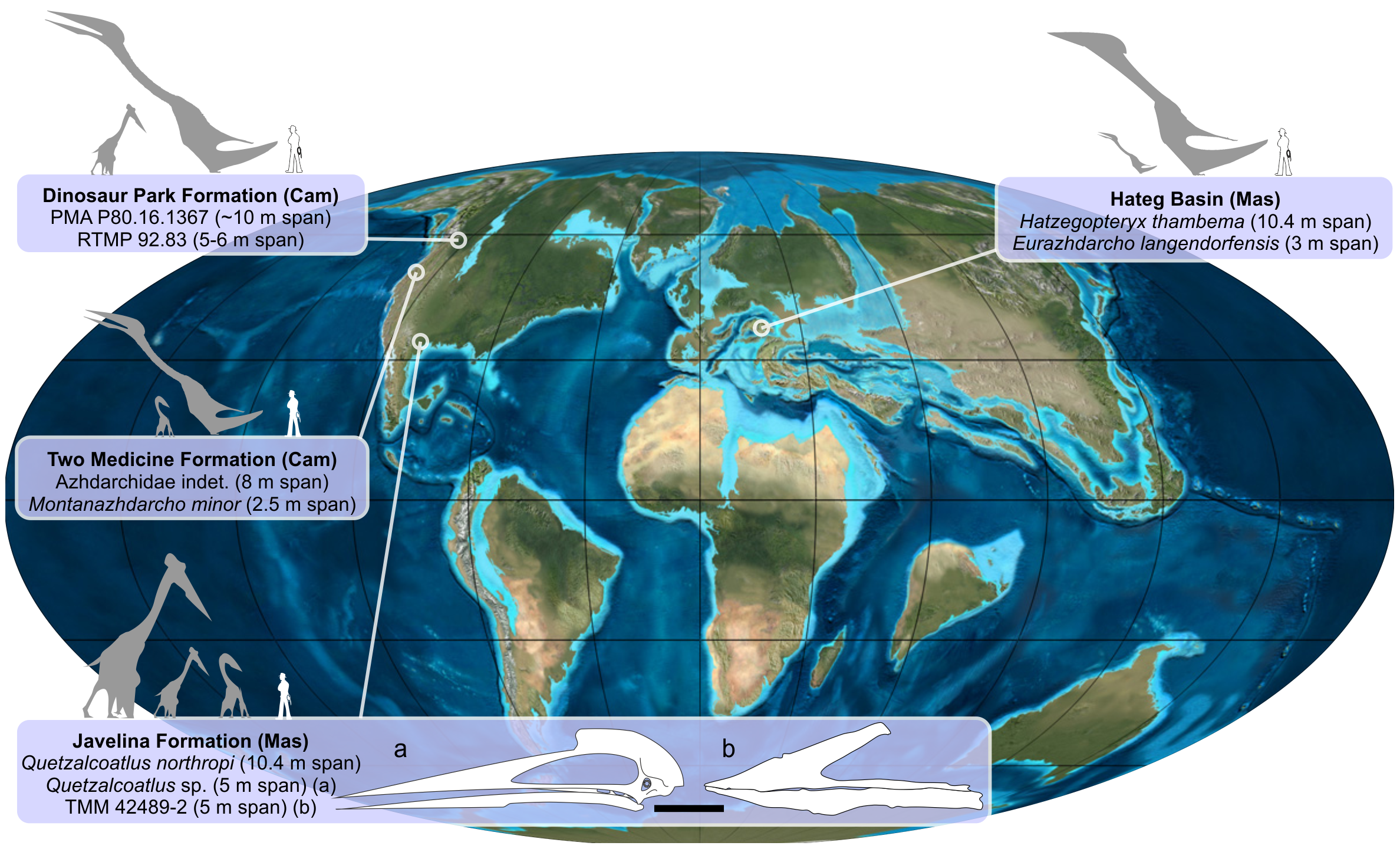
Mapa mostrando la localización de la isla de Hațeg junto con los pterosaurios que la habitaron..

Aunque hay un buen número de estimaciones para el tamaño de la isla prehistórica que se han dado con los años, la estimación más confiable indica que mediría aproximadamente 80,000 kilómetros cuadrados durante el Maastrichtiano, unas dimensiones comparables a la isla moderna de La Española. Estaba situada justo dentro de la línea ecuatorial, en una latitud de 27°N.
La isla de Hateg se localizaba probablemente al menos a 200 kilómetros de distancia de las masa terrestres más cercanas. Al noroeste había una isla correspondiente al macizo de Bohemia, al sureste estaba una isla correspondiente al macizo Balcanes–Ródope (incluyendo a la actual región de las Montañas Ródope), y al occidente se encontraba una gran isla correspondiente a parte de la actual masa terrestre de la península ibérica. Las masas terrestres continentales más cercanas eran partes de la región austro-alpina al oeste y la región del Adriático al sur.
La isla de Hateg en sí misma estaba rodeada principalmente por una profunda cuenca submarina, a diferencia de algunas de las islas y masas terrestres contemporáneas que estaban delimitadas por mares poco profundos.

## Clima y ecología
Durante el Maastrichtiano, el clima de la isla de Hateg era subtropical, con una temperatura promedio de 20-25 grados centígrados. La isla experimentaba temporadas secas y lluviosas muy diferenciadas, a pesar de lo cual la vida vegetal de la isla era mayormente de tipo tropical. Los isótopos de carbono indican condiciones de "bosques secos". Esta aparente contradicción entre el clima estacionalmente seco y las especies de plantas tropicales puede explicarse por el hecho de que las plantas podían prosperar con un ambiente con monzones estacionales siempre y cuando tengan acceso a suficientes cantidades de agua durante todo el año, y parece que el ambiente de Hateg estaba dominado por ríos trenzados y lagos. Las capas rocosas más antiguas están conformadas sobre todo de depósitos volcánicos, pero estos no aparecen ya en las capas más altas, lo que indica que la actividad volcánica descendió durante esa época.

## Paleofauna

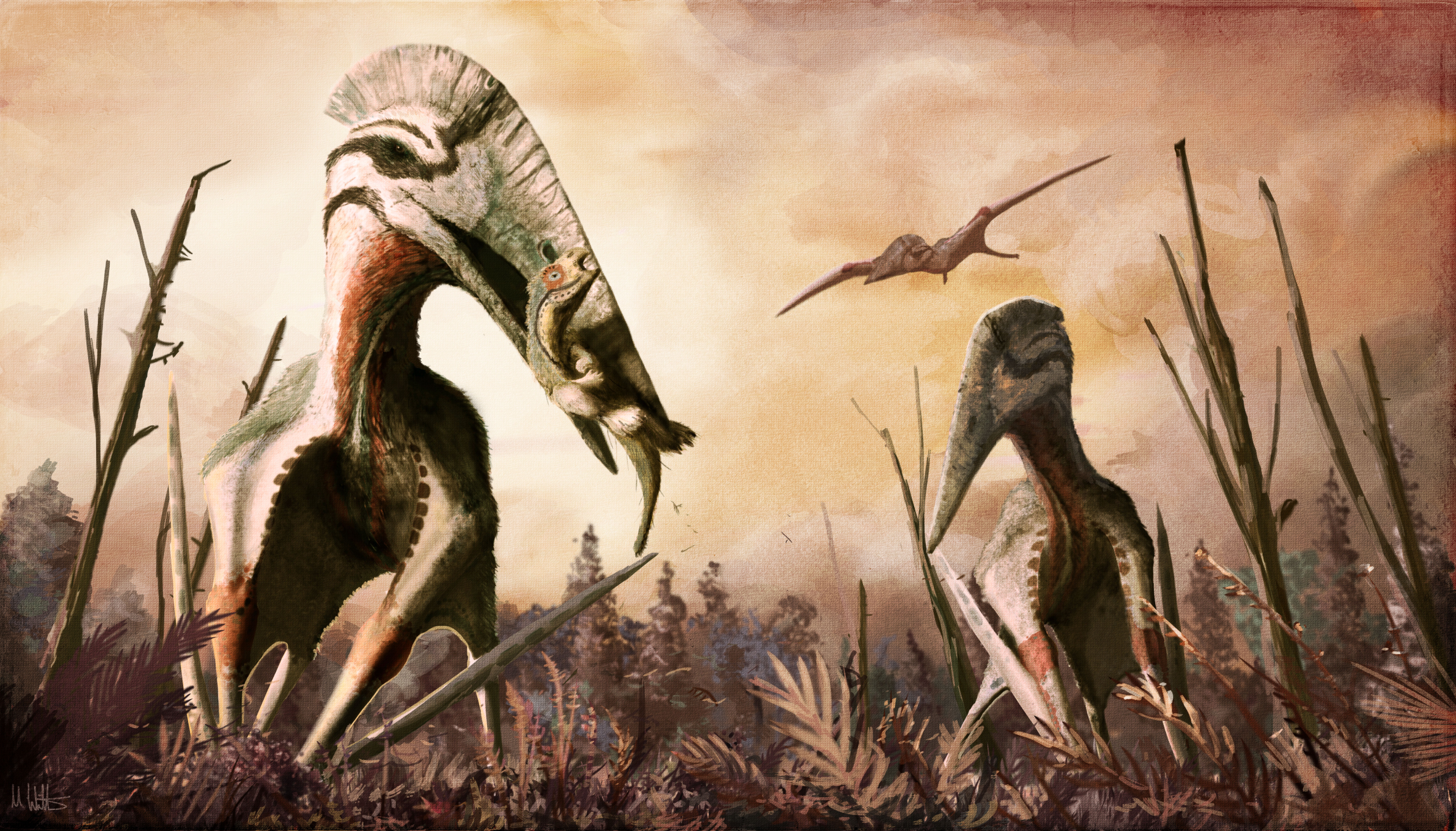
Reconstrucción del azdárquido Hatzegopteryx cazando un Zalmoxes.

Se cree que cerca de nueve especies de dinosaurios y dos de pterosaurios eran indígenas de la isla. Muchos de estos animales eran versiones enanas de la megafauna continental, la cual se volvió más pequeña debido al enanismo insular, aunque ciertamente ese no era el caso de Hatzegopteryx el cual, siendo uno de los mayores pterosaurios conocidos, es un ejemplo de gigantismo insular. Entre las especies identificadas se incluyen:
- Theriosuchus sympiestodon, un atoposáurido.
- Hatzegopteryx thambema, un pterosaurio.
- Eurazhdarcho langendorfensis, un pterosaurio.
- Una nueva especie de azdárquido recientemente descubierta, aún sin nombre.
- Barbatodon, un género de multituberculados representado por al menos tres especies.
- Kogaionon ungureanui, un multituberculado
- Rhabdodon priscus, un ornitópodo.
- Zalmoxes robustus, un ornitópodo.
- Telmatosaurus transylvanicus, un hadrosauroideo.
- Struthiosaurus transylvanicus, un nodosáurido.
- Magyarosaurus dacus, un titanosaurio.
- Paludititan nalatzensis, un titanosaurio.
- Elopteryx nopcsai, un troodóntido.
- Balaur bondoc, un dromeosáurido velociraptorino.
- Bradycneme draculae, un terópodo .
- Megalosaurus hungaricus, un terópodo indeterminado.